# De Driemaster Mercator
De Driemaster Mercator (Le Trois Mats Mercator) is een documentaire uit 1935 van de Belgische cineast Henri Storck in samenwerking met de Nederlandse filmer John Fernhout. Het maakt deel uit van een drieluik samen met Paaseiland en Kaap naar het Zuiden. 

## Verhaal
De film toont het leven op het Antwerpse zeevaartschoolschip de Mercator onder commandant Van de Sande: het dagelijkse leven op zee, het onderricht, de manoeuvres, de zeegezichten, enzovoort. De film werd onderverdeeld met behulp van tussentitels die elk een ander onderwerp behandelen van het leven op het schip: het peillood, de vervaardiging van de touwen, het onderhoud, het ritueel van het oversteken van de evenaar, de sextant, het herstellen van zeilen, enzovoort. 

## Productie
In 1934 krijgt C.E.P., de distributie- en productiemaatschappij van Henri Storck en zakenman René-Ghislain Le Vaux, de opdracht van de Belgische Scheepvaartvereniging, om het leven op de Mercator te filmen en een reis van dit schoolschip vast te leggen. Storck, die het te druk had met andere projecten, stuurde de Nederlandse cineast John Fernhout mee op de trip om opnames te maken. De twee hielden de hele reis contact via telegrammen en brieven waarin Fernhout uitgebreid laat weten wat hij gefilmd heeft en Storck op zijn beurt antwoordt met instructies voor het camerawerk. Storck monteerde uiteindelijk de film op het ritme van de zeevaartsliederen en typische Polynesische muziek die Marcel Jaubert voor zijn rekening nam. Films Sonores Tobis distribueerde de film in België, Frankrijk en zijn kolonies en Zwitserland. De Driemaster Mercator kende een enorm succes met maar liefst 6 miljoen bezoekers tussen 1935 en 1937. 